# Estudis del veganisme

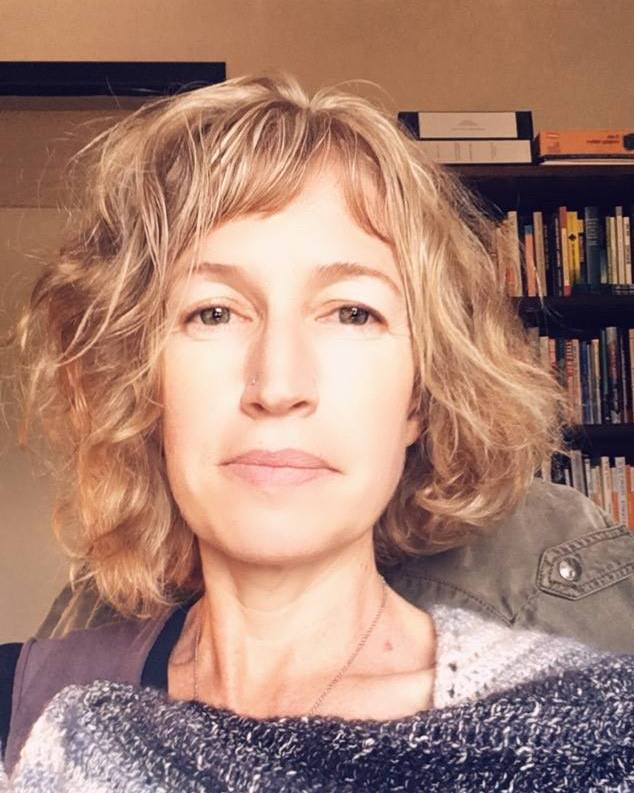
Laura Wright, 2018

Els estudis del veganisme és l'estudi, dins de les humanitats i les ciències socials, del veganisme com a identitat i ideologia, i de l'anàlisi de la seva representació en la literatura, l'art, la cultura popular i els mitjans de comunicació. En un ús més acotat del terme, la teoria del veganisme busca establir el veganisme com a manera de pensar i d'escriure, un mitjà de crítica, i una nou enfocament per a l'anàlisi textual ecocrític. Els estudis del veganisme estan estretament relacionats amb els estudis crítics dels animals.
Els acadèmics d'aquest àmbit d'estudi, des de diverses disciplines, discuteixen sobre qüestions com l'estatus dels animals com a mercaderies; el carnisme; el veganisme i l'ecofeminisme; el veganisme i la raça; les varietats del veganisme; i l'efecte de la ramaderia en el canvi climàtic. Com que l'àmbit d'estudi és nou, els seus paràmetres no són del tot clars. Els estudis del veganisme beuen de l'antrozoologia (o estudis dels animals), la teoria crítica de la raça, els estudis mediambientals, l'ecocriticisme, la teoria feminista, el postcolonialisme, el posthumanisme, la teoria queer, i incorpora metodologies d'investigació tant empíriques com no empíriques.

## Desenvolupament

### Veganisme
Donald Watson, secretari de la branca de Leicester de la Societat Vegetariana britànica, va encunyar el terme vegan el 1944, quan va crear el butlletí Vegan News per vegetarians estrictes que no menjarien cap producte animal. Diversos treballs de filosofia i ecofeminisme durant les dècades de 1970 i 1980 —que inclouen Animal Liberation (1975) de Peter Cantant, The Death of Nature (1980) de Carolyn Merchant i The Case for Animal Rights (1983) de Tom Regan— van contribuir a originar el que es va anomenar el "gir animal" en les humanitats i les ciències socials, i va incrementar l'interès en les relacions entre els animals humans i no-humans, i fins a cert punt, un canvi de paradigma en com es discutia aquesta relació.
Aquest període va portar al desenvolupament de l'antrozoologia (també anomenada estudis dels animals), que estudia com els animals humans i no humans interaccionen, com els humans hem classificat els altres animals i què significa aquesta construcció social. També va portar, a principis dels 2000, al desenvolupament dels estudis crítics dels animals (o CAS, de l'acrònim en anglès), un àmbit acadèmic dedicat a estudiar i acabar amb l'explotació dels animals, que es va batejar el 2007 i va sorgir del moviment per l'alliberament animal, tot enllaçant l'activisme, l'acadèmia i el sofriment animal. El veganisme és descrit com la base teòrica de la pràctica dels CAS. Van qualificar l'antrozoologia d'antropocèntrica, i aspirant a l'alliberament total (incloent-hi el dels éssers humans), els acadèmics dels CAS es van comprometre amb l'abolició de l'explotació animal i ecològica.

### Entrada a l'acadèmia

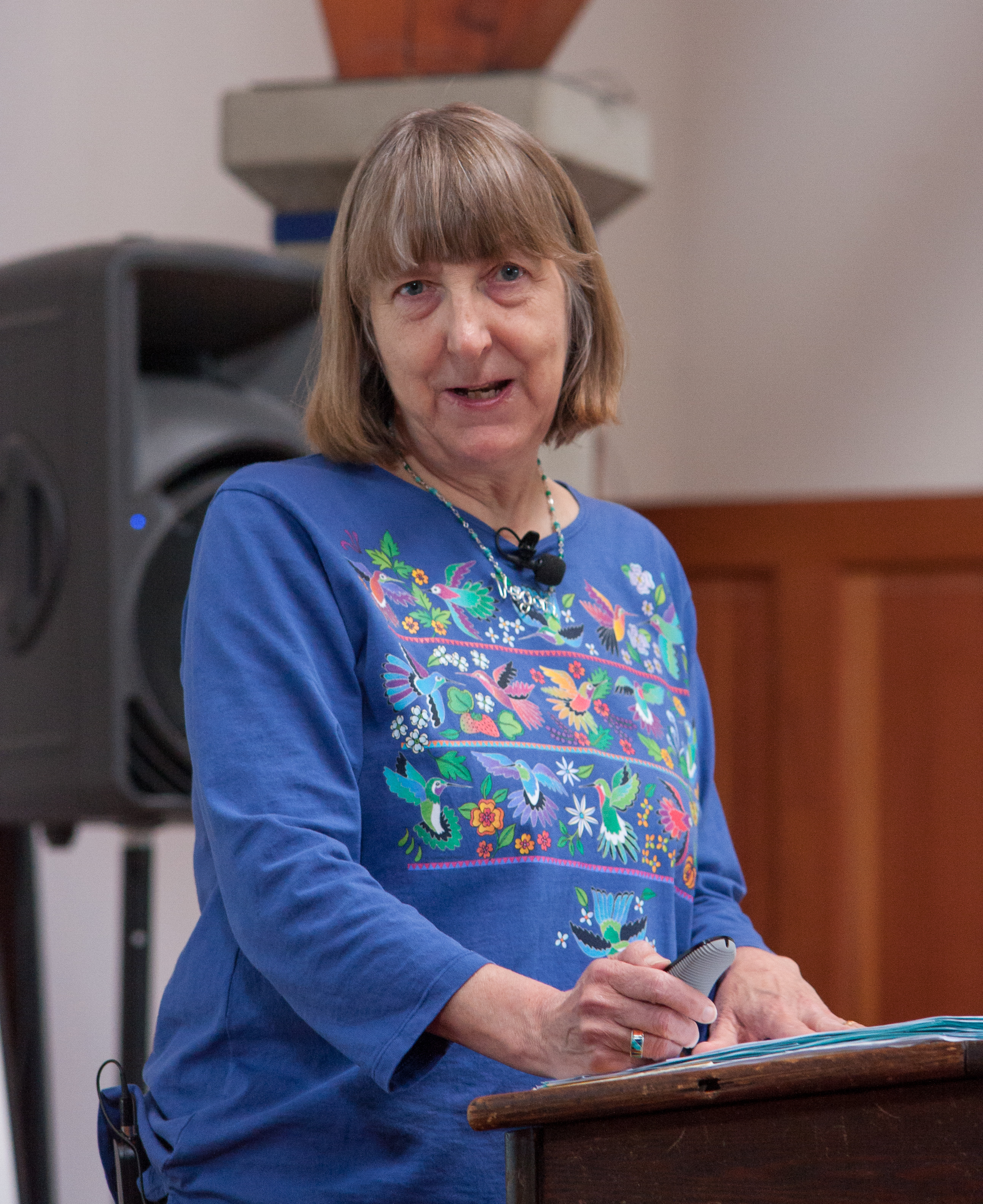
Carol J. Adams amb el llibre The Sexual Politics of Meat (1990) va influenciar en els estudis del veganisme.

A les dècades de 1990 i 2000, diversos treballs van informar el desenvolupament posterior dels estudis del veganisme. El llibre de Carol J. Adams, descrit com un dels textos fundacionals d'aquest àmbit d'estudi, The Sexual Politics of Meat: A Feminist-Vegetarian Critical Theory (1990) va relacionar el vegetarianisme directament amb el feminisme. Va afirmar que matar animals per menjar és una qüestió feminista que les feministes han fracassat en reivindicar. Altres treballs que van influir en els estudis del veganisme són l'obra de Nick Fiddes Meat: A Natural Symbol (1992), The Heretic's Feast (1996) de Colin Spencer, The Bloodless Revolution (2006) de Tristam Stuart, i Sins of the Flesh (2008) de Rod Preece.

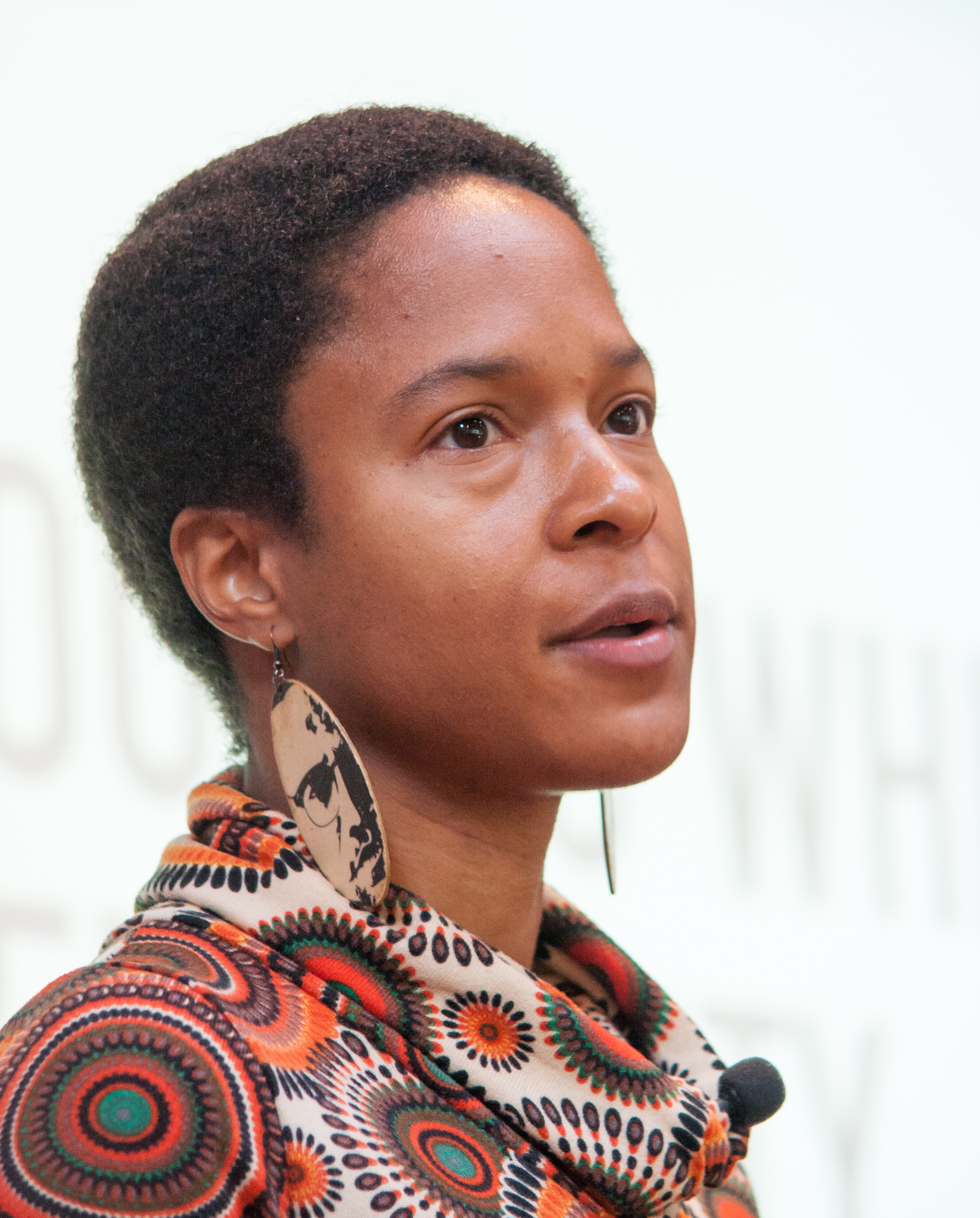
A. Breeze Harper, 2016

El desembre del 2013 la doctora especialista en mitjans de comunicació, Eva Giraud, va parlar de la relació del veganisme amb l'estudi dels animals, l'ecofeminisme i el posthumanisme a la revista PhaenEx. El 2014 Nick taylor i Richard Twine van publicar un treball acadèmic sobre el veganisme a la col·lecció The Rise of Critical Animal Studies. Al desembre del mateix any, Emilia Quinn i Benjamin Westwood van realitzar un taller a la Universitat de York, organitzat per l'historiador Jason Edwards, per tal de debatre sobre el ràpid desenvolupament de la teoria del veganisme.
Quinn i Westwood van escriure que l'entrada del veganisme a l'acadèmia va començar el 2010. Poc després de la publicació aquell any de la col·lecció Sistah Vegan, A. Breeze Harper va anunciar una nova intersecció entre la crítica de la raça i els estudis del veganisme a la web del seu grup de recerca, The Sistah Vegan Project, i estava treballant en aplicacions de la teoria crítica de la raça i dels estudis del feminisme negre als estudis del veganisme als EUA. També el 2010, la revista Journal for Critical Animal Studies va publicar una edició dedicada a les perspectives de les dones racialitzades, les quals havien estat "estranyament" absents en els estudis crítics dels animals i els estudis del veganisme en general. Van incloure un assaig de Harper, titulat Race as a 'Feeble Matter' in Veganism (literalment, La raça com a 'assumpte feble' en el veganisme).

### Estudis del veganisme
Els estudis del veganisme van ser proposats com a nou àmbit acadèmic per Laura Wright, professora d'anglès a la Universitat de Carolina Occidental, l'octubre de 2015 en el seu llibre The Vegan Sutudies Project: Food, Animals, and Gender in the Age of Terror, que va ser posteriorment descrit com la primera monografia acadèmica en humanitats important centrada en el veganisme. El treball de Wright va ser promogut per la seva tesi doctoral sobre els llibres Disgrace (1999) i The Lives of Animals (1999) de J. M. Coetzee, i sobretot, per la influència de The Sexual Politics of Meat (2015) de Carol J. Adams. Wright emmarca els estudis del veganisme com a inherentment ecofeministes, segons Caitlin E. Stobie.
El 2016 l'acadèmic francès Renan Larue, autor de Le végétarisme et ses ennemis: Vingt-cinq siècles de débats (2015), va impartir un curs sobre els estudis del veganisme a la Universitat de Califòrnia a Santa Barbara. Va ser el primer curs sobre aquesta disciplina impartit als Estats Units, en el qual s'estudiava l'ètica animal, el sensocentrisme, el concepte de carnisme de Melanie Joy, l'utilitarisme de Peter Singer, l'aproximació deontològica de Tom Regan i Gary Francione, l'ecofeminisme de Marti Kheel i l'ètica de la cura de Carol J. Adams.
El maig de 2016 Quinn i Westwood van organitzar la conferència Towards a Vegan Theory (literalment, en català, Cap a una teoria del veganisme), a la Wolfson College de la Universitat d'Oxford, on Wright va realitzar el discurs inaugural. Altres treballs posteriors en els estudis del veganisme inclouen la col·lecció del 2016 Critical Perspectives on Veganism publicada per Palgrave Macmillan i editada per Jodey Castricano i Rasmus R. Simonsen; un grup temàtic de la revista ISLE del desembre de 2017; la col·lecció Thinking Veganism in Literature and Culture editada el 2018 per Quinn i Woodward, que es basa en la conferència d'Oxford i també va ser publicada per Palgrave Macmillan; i la col·lecció del 2019 Through a Vegan Studies Lens: Textual Ethics and Lived Activism, publicada per la University of Nevada Press i editada per Wright.

## Característiques

### Punts de vista

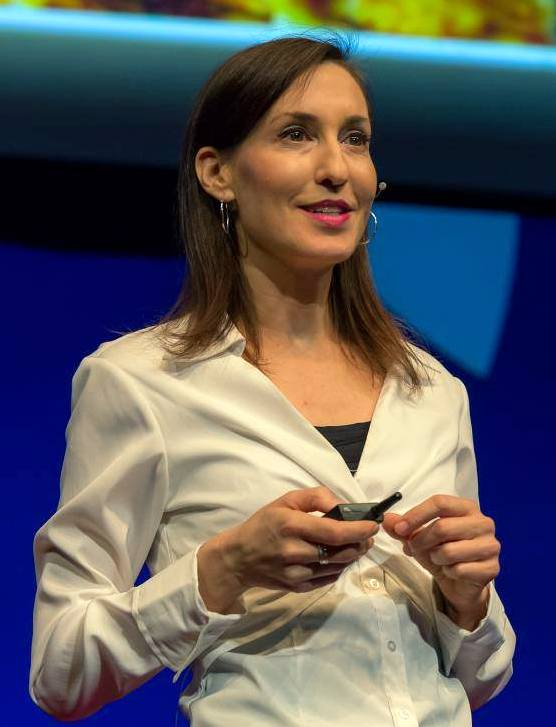
El 2016 la Melanie Joy va afirmar que ha arribat el moment dels estudis del veganisme.

El 2016 Melanie Joy i Jens Tuider van afirmar que els estudis del veganisme és un àmbit acadèmic que han arribat al seu moment. S'estableix com a tema acadèmic; reuneix recerca sobre el veganisme, la història del veganisme, el carnisme; estudia la base ètica, política i cultural del veganisme i les seves repercussions; i explora com la identitat vegana és representada en la literatura, les arts, pel·lícules, cultura popular, publicitat i mitjans de comunicació. Adams va escriure que els estudis del veganisme investiguen la fòbia al veganisme, el negacionisme del veganisme, els "vegans" no vegans, la problemàtica dels hegans, el feminisme vegà i el veganisme animalista. D'acord amb una altra descripció, destaca el rol d'oposició que juga el veganisme cap a les ideologies que legitimen l'opressió. El 2018, el filòsof Josh Milburn seguia desconfiant que hi hagués suficient literatura unificada sobre el veganisme per qualificar-ho d'una nova disciplina.
Segons Wright, els estudis del veganisme són una ètica dinàmica i corpòria que aporta un nou enfocament per a les anàlisis textuals ecocrítiques. Els estudis del veganisme analitzen els textos amb un enfocament interseccional per conèixer la relació entre els humans i les seves fonts d'alimentació i el medi ambient. Segons el punt de vista de Wright, el cos i la identitat del veganisme constitueixen un projecte performatiu i una entitat en un estat transformació constant.
Wright posa com a exemple d'anàlisi dels estudis del veganisme l'article que Caitlin E. Stovie va publicar a l'ISLE sobre la novel·la The Vegetarian d'Han Kang que va guanyar el Premi Man Booker Internacional del 2016. Wright explica que en comptes de llegir la difícil situació de la protagonista Yeong-hye com a resultat d'una malaltia mental il·lògica, Stobie llegeix les accions de la protagonista —per resistir-se a menjar carn fins al punt de morir de gana, fins i tot, quan els membres de la seva família intenten forçar-lar— com una performance posthumanista de la pràctica del veganisme que depèn d'un trauma inarticulable i del desig de connexió interseccional i entre espècies.
Un altre exemple és el relat de Sara Salih, que es troba a la col·lecció de Quinn i Westwood del 2018, en el qual explica tres escenes de testimoniatge que acaben malament, entre els quals, un dinar d'empresa del qual va marxar plorant perquè no podia suportar veure com els seus companys menjaven el plat principal de pollastre; i una visita a l'exterior d'un escorxador on va presenciar com aplicaven descàrregues elèctriques als porcs per baixar-los del camió. Salih afirma que aquesta darrera experiència va ser per ella un acte performatiu, un acte il·legal (ja que tenia prohibit accedir a l'escorxador sense permís) que no se sanciona, dirigit als treballadors. Salih explica que hi ha un propòsit ètic en presenciar aquest tipus d'esdeveniments. I mentre recordava aquests esdeveniments, Salih explica que alimentava set gats amb pinso convencional. Aleshores, es pregunta: per què Jacques Derrida, que va escriure sobre el seu gat a The Animal That Therfore I Am (2008), va triar dirigir l'atenció cap a aquest animal i no cap a un altre? Salih apunta que l'escala de sofriment pot ser la causa que la nostra imaginació rebutgi pensar-hi; ja que també sembla absurd creure que siguem davant de la mort quan som davant d'una cullerada de pinso. No obstant això, ella aconsella: mira tan de prop com puguis el teu bol, o del bol del veí, o del bol del gat, i sigues-ne testimoni, i llavors decideix si les normes actuals de la lògica o la racionalitat tenen alguna validesa moral.

### Relació amb l'antrozoologia
Almiron, Cole i Freeman van escriure que els estudis del veganisme i els estudis crítics dels animals (o CAS, de l'acrònim en anglès) comparteixen arrels comunes, com a branques relacionades amb enfocaments crítics sobre la dominació dels humans. Wright explica que els estudis del veganisme parteixen de l'antrozoologia —també dels CAS— i que després divergeixen d'aquests. Segons Larue, els estudis del veganisme són més concrets i amplis que l'antrozoologia. Interseccionen amb els CAS, però comprenen àmbits com ara el mediambiental i el nutricional, que juguen un rol important sobre com el veganisme ha estat i és percebut, promogut o criticat en les darreres dècades i en l'actualitat.
D'acord amb Alex Lockwood, de la Universitat de Sunderland, els estudis del veganisme ofereixen una manera radical i més coherent d'assegurar que les experiències de tots els éssers es tenen en compte quan estudiem les maneres en què els discursos configuren el poder. Involucra una política viscuda d'empatia i de cura, tal com ho descriu Wright.